# Stříbřec
Stříbřec (deutsch Silberlos) ist eine Gemeinde im Okres Jindřichův Hradec in Tschechien. Sie befindet sich 15 Kilometer südwestlich von Jindřichův Hradec.

## Geographie
Stříbřec befindet sich in einer Teichlandschaft an den westlichen Ausläufern der Javořická vrchovina am Übergang ins Wittingauer Becken. Westlich des Ortes verläuft die Nová řeka.
Nachbarorte sind Pístina im Norden, Příbraz im Nordosten, Mníšek im Osten, Žíteč im Südosten, Stará Hlína im Westen sowie Mláka im Nordwesten.

## Geschichte

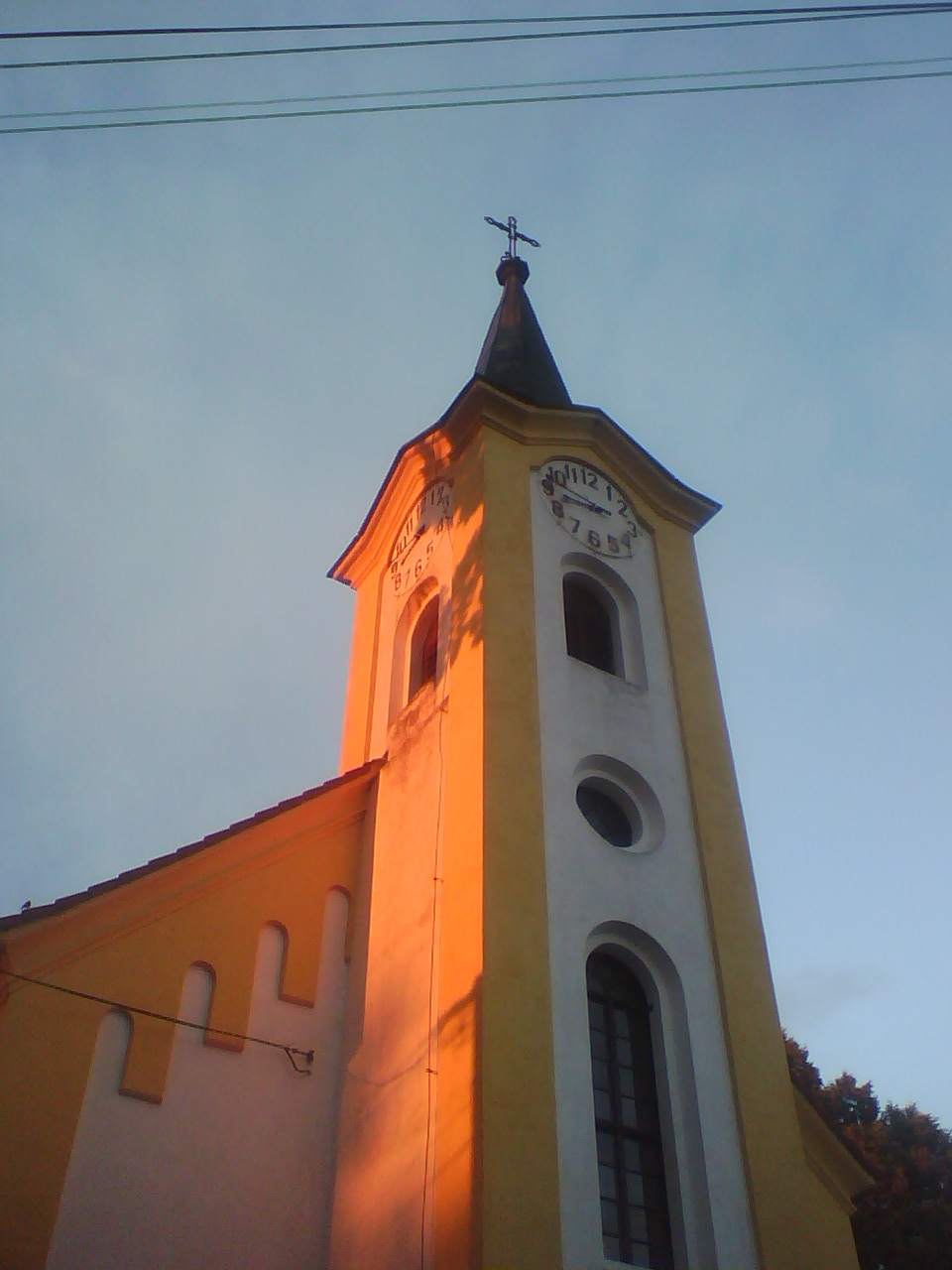
Kapelle in Stříbřec

Erstmals urkundlich erwähnt wurde Stříbřec im Jahre 1415. Besitzer war zu dieser Zeit Čeněk Divuoček de Střiebrce. Am Übergang des 15. zum 16. Jahrhundert gehörte Stříbřec, dessen Name sich von mittelalterlichen Silberbau herleitet, den Rosenbergern. 1508 tauschte Peter IV. von Rosenberg die Orte Stříbřec, Lutová und Chlum u Třeboně bei Konrad Kraiger von Kraigk gegen Wälder und das Dorf Cep ein.
In der Folgezeit kam Stříbřec zur Herrschaft Chlum u Třeboně und wegen der durch die Nová řeka verursachten Schäden im Dorf gab es wiederholt Differenzen mit der Herrschaft Třeboň. Nach Erschöpfung der Silberlagerstätte wurde Eisenerz gefördert und an die Hämmer in Chlum geliefert.

## Gemeindegliederung
Die Gemeinde Stříbřec besteht aus den Ortsteilen Libořezy (Liborsches), Mníšek (Mischek) und Stříbřec (Silberlos), die zugleich auch Katastralbezirke bilden.

## Sehenswürdigkeiten
- Kirche des Hl. Johannes von Nepomuk in Stříbřec, erbaut 1860